# 高幼帆
高幼帆為台灣女性配音員。

## 人物介紹
- 聲線甜美年輕，作品多為歐美動畫、電視劇、電影，並經常擔任美國演員黛比·蕾恩的國語配音。旅居上海後以商業配音為主。

## 配音作品
- 主要角色名稱以粗體顯示。
- 以下皆為國語配音。

### 台灣動畫電影
- 《夢見》：小彤

### 日本動畫
- 《奇蹟少女KOBATO》：花戶小鳩

### 韓國動畫
- 《糖果精靈》：歌蓉
- 《Pororo》：派蒂

### 歐美動畫
- 《小醫師大玩偶》：麥芬醫生（前、中期）
- 《飛哥與小佛》：伊莎貝拉（前、中期）
- 《傑克與夢幻島海盜》：琦琦（前、中期）
- 《青春四人組》：史碧琪
- 《森林王子3D版》：馬格利
- 《星際寶貝：神奇大冒險》（第一、二季）：莎夏、麻生
- 《星際寶貝：神奇大冒險》（第三季）：潔西卡
- 《魚樂圈》：亞伯特、菲百莉
- 《愛蜂一族》：露比
- 《麗莎和卡斯柏》：麗莎
- 《米妮歡樂屋：修補飛機》：喬伊
- 《米妮歡樂屋：蘿西的啦啦隊彩球》：蘿西
- 《米妮歡樂屋：螃蟹大驚奇》：雙胞胎梅樂蒂（綠）
- 《米妮歡樂屋：貴賓狗小姐的洋裝》：雙胞胎梅樂蒂（綠）
- 《米妮歡樂屋：黛絲的生日驚喜派對》：雙胞胎梅樂蒂（綠）
- 《米妮歡樂屋：雙胞胎的驚喜花束》：雙胞胎梅樂蒂（綠）

### 美劇
- 《小查與寇弟的頂級遊輪生活》：貝莉
- 《舞動青春》：小琪·布魯（第一季）
- 《強納斯兄弟：洛城生活》：凡妮莎
- 《小潔的保姆日記》：小潔·普雷斯考（前、中期）
- 《奧斯汀與艾莉》：小婷（前、中期）

### 歐美動畫電影
- 《洋基小英雄》：瑪蒂、韋巴克
- 《飛哥與小佛電影版：超時空之謎》：伊莎貝拉
- 《小美人魚3：回到當初》：艾拉娜

### 海外電影
- 《青春海灘電影版》：茉肯姿（小茉）
- 《DJ甜心》：塔拉·亞當斯
- 《閃亮的青春》：艾波
- 《檸檬大嘴巴》：奧莉薇
- 《16歲的願望》：愛比
- 《小查與寇弟的頂級冒險》：貝莉
- 《搖滾夏令營》：佩琪
- 《搖滾夏令營2：搖滾萬歲》：蜜琪
- 《歌舞青春2》：瑪莎
- 《歌舞青春3：畢業季》：瑪莎

## 外部連結
- Bravo電台（FM91.3）「動漫我要聽」節目專訪 20120121 達人上菜 熱情活力的新聲代 鈕凱暘 高幼帆 上集 （页面存档备份，存于）
- Bravo電台（FM91.3）「動漫我要聽」節目專訪 20120128 達人上菜 熱情活力的新聲代 鈕凱暘 高幼帆 下集 （页面存档备份，存于）